# Tingis ampliata
Tingis ampliata, auch Breite Netzwanze genannt, ist eine Wanze aus der Familie der Netzwanzen (Tingidae).

## Merkmale
Die Wanzen werden 3,7 bis 4,2 Millimeter lang. Arten der Gattung Tingis sind graubraun gefärbt und mit weißen, pulvrigen Wachsausscheidungen überzogen. Das vierte Glied der Fühler ist breiter als das dritte und es sind am Kopf drei kleine Fortsätze zwischen den Augen ausgebildet. Tingis ampliata kann man anhand der vier Reihen von Zellen am Rand des Netzes des Pronotums erkennen. Zwei Fortsätze hinter den Augen reichen über die Basis der drei Fortsätze weiter vorne hinaus.

## Verbreitung und Lebensraum
Die Art ist in Europa, mit Ausnahme des Nordens und der Mittelmeerländer verbreitet. Im Osten reicht die Verbreitung bis nach Sibirien, China und Japan. In Mitteleuropa ist sie weit verbreitet, aber im Norden deutlich häufiger als im Süden. Im norddeutschen Tiefland ist sie teilweise häufiger als Tingis cardui und kann mit dieser Art gemeinsam auftreten. In Großbritannien ist die Art weit verbreitet.

## Lebensweise
Die Tiere leben vor allem an Acker-Kratzdistel (Cirsium arvense), seltener auf anderen Kratzdisteln (Cirsium), wie etwa Sumpf-Kratzdistel (Cirsium palustre) und Gewöhnlicher Kratzdistel (Cirsium vulgare). Die Nymphen und Imagines sitzen auf den Blättern, in den Blattachseln und weniger häufig zwischen den Stacheln auf der Außenseite der Blütenkörbe. Die Imagines sind trotz voll entwickelter Flügel flugträge und fliegen wenn überhaupt nur kurze Strecken. Die Überwinterung erfolgt als Imago in der Bodenstreu unter den Disteln. Sie treten wieder ab April, teilweise auch an warmen Tagen mitten im Winter auf und sitzen dann an den Grundblättern der Pflanzen. Die Paarung erfolgt im April, die Eiablage im Mai und Juni. Die Weibchen stechen ihre Eier einzeln oder in kleinen Gruppen den Nerven entlang in das Blattgewebe ein. Die Einstichstelle verfärbt sich braun. Die Nymphen treten ab Mai oder Juni auf, die adulten Tiere der neuen Generation ab August. Die jungen Nymphen bleiben an den Blättern, wo ihre Eier abgelegt wurden. Erst später klettern sie auf andere Pflanzenteile, erst zuletzt an die Blüten.

## Belege